# U-62 (1939)
| U-62                       | U-62                                               | U-62                                               |
| -------------------------- | -------------------------------------------------- | -------------------------------------------------- |
|                            |                                                    |                                                    |
|                            |                                                    |                                                    |
|                            |                                                    |                                                    |
| Під прапором               | Третій рейх                                        | Третій рейх                                        |
| Порт приписки              | Кіль, Вільгельмсгафен, Берген                      | Кіль, Вільгельмсгафен, Берген                      |
| Спуск на воду              | 1 листопада 1939                                   | 1 листопада 1939                                   |
| Виведений зі складу флоту  | 2 травня 1945                                      | 2 травня 1945                                      |
| Сучасний статус            | затоплений                                         | затоплений                                         |
| Проєкт                     |                                                    |                                                    |
| Тип ПЧ                     | Малий ДПЧ                                          | Малий ДПЧ                                          |
| Основні характеристики     |                                                    |                                                    |
| Швидкість (надводна)       | 12 вузлів                                          | 12 вузлів                                          |
| Швидкість (підводна)       | 7 вузлів                                           | 7 вузлів                                           |
| Гранична глибина занурення | 150 м                                              | 150 м                                              |
| Екіпаж                     | 25 осіб                                            | 25 осіб                                            |
| Розміри                    |                                                    |                                                    |
| Довжина найбільша (по КВЛ) | 43,9 м                                             | 43,9 м                                             |
| Ширина корпусу найб.       | 4,08 м                                             | 4,08 м                                             |
| Висота                     | 8,4 м                                              | 8,4 м                                              |
| Середня осадка (по КВЛ)    | 3,82 м                                             | 3,82 м                                             |
| Водотоннажність надводна   | 291 т                                              | 291 т                                              |
| Озброєння                  |                                                    |                                                    |
| Артилерія                  | 1 × 2 cm/65 C/30 (1000 снарядів)                   | 1 × 2 cm/65 C/30 (1000 снарядів)                   |
| Торпедно- мінне озброєння  | 3 TA 5 торпед або 18 мін (за іншими даними ТМА 12) | 3 TA 5 торпед або 18 мін (за іншими даними ТМА 12) |

U-62 — малий німецький підводний човен типу II-C для прибережних вод, часів другої світової війни. Заводський номер 261.
Введений в стрій 21 грудня 1939 р., увійшов в 5-у флотилію, з 1 січня 1940 р. входив у 1-шу флотилію, з 1 жовтня 1940 р. входив у навчальну 21-шу флотилію. Здійснив 5 бойових походів, потопив одне судно (4581 брт) та один бойовий корабель (1350 брт). 2 травня 1945 р. затоплений екіпажем у порту міста Вільгельмсгафен.

## Командири
- Капітан-лейтенант Ганс-Бернгард Міхаловскі (21 грудня 1939 — 20 травня 1941)
- Оберлейтенант-цур-зее Людвіг Форстер (20 травня — вересень 1941)
- Оберлейтенант-цур-зее Макс Вінтермеєр (вересень — 4 листопада 1941)
- Капітан-лейтенант Вальдемар Мель (5-19 листопада 1941)
- Капітан-лейтенант Горст Шюнеманн (20 листопада 1941 — 13 квітня 1942)
- Оберлейтенант-цур-зее Дітріх Епп (14 квітня — 15 вересня 1942)
- Оберлейтенант-цур-зее Адольф Шенберг (16 вересня 1942 — 19 липня 1943)
- Оберлейтенант-цур-зее Горст Злефогт (20 липня 1943 — 31 жовтня 1944)
- Лейтенант-цур-зее Ганс-Екарт Августін (1 листопада 1944 — 20 березня 1945)

## Затоплені судна
| Ім'я      | Тип            | Належність      | Дата           | Тоннаж (БРТ) | Вантаж                  | Статус     | Місце                                                     |
| «Графтон» | есмінець       | Велика Британія | 29 травня 1940 | 1 350        |                         | затоплений | 51°22′ пн. ш. 2°45′ сх. д. / 51.367° пн. ш. 2.750° сх. д. |
| Pearlmoor | вантажне судно | Велика Британія | 19 липня 1940  | 4 581        | 7 860 тон залізної руди | затоплено  | 55°23′ пн. ш. 9°18′ зх. д. / 55.383° пн. ш. 9.300° зх. д. |